# Haddy N'jie
Haddy N'jie (Oslo, 25 juni 1979) is een Noorse presentatrice.

## Carrière
Op 10 maart 2010 werd N'jie door de Noorse openbare omroep uitgekozen om samen met Erik Solbakken en Nadia Hasnaoui het Eurovisiesongfestival 2010 te presenteren, dat dat jaar plaatsvond in de Noorse hoofdstad Oslo.